# مايك بانستر
مايك بانستر (بالإنجليزية: Mike Bannister)‏ هو طيار بريطاني، ولد في 1949.